# SELinux
SELinux (Security-Enhanced Linux; engl. „sicherheitsverbessertes Linux“) ist eine Erweiterung des Linux-Kernels, die den ersten Versuch darstellt, das FLASK-Konzept („Flux Advanced Security Kernel“) des US-amerikanischen Geheimdienstes NSA umzusetzen. Es implementiert die Zugriffskontrollen auf Ressourcen im Sinne von Mandatory Access Control.
SELinux wurde maßgeblich von der NSA und von dem Linux-Distributor Red Hat entwickelt. Unternehmen wie Network Associates, Secure Computing Corporation und Tresys sind bzw. waren ebenfalls an der Arbeit an SELinux beteiligt, besonders Tresys übernahm vermehrt Aufgaben am Projekt.
SELinux ist Open-Source-Software und setzt sich aus einem Kernel-Patch und aus zahlreichen Erweiterungen für Systemprogramme  sowie den SELinux-Policies zusammen. Für das Festlegen dieser Regeln, die Zugriffskontrolle auf Ressourcen, bieten einige, nicht alle Linux-Distributionen spezielle SELinux-Policy-Pakete für ihre Distribution an.

## Integration in Linux-Kernel und -Distributionen
SELinux ist seit Linux-2.6.x im Kernel integriert. Die Linux-Distribution Fedora (ein durch Red Hat gesponsertes Projekt) war die erste Distribution, die standardmäßig SELinux-Unterstützung mitliefert. Fedora Core 3 und Red Hat Enterprise Linux 4 wurden als erste Distributionen mit voller SELinux-Unterstützung ausgeliefert. Mittlerweile ist es ebenfalls fester Bestandteil von AlmaLinux, Rocky Linux, Oracle Linux sowie CentOS und Hardened Gentoo. Bei Ubuntu, Debian  und openSUSE bzw. SLES sind die SELinux-Tools sowie stellenweise auch SELinux-Policies über die Paketverwaltung nachinstallierbar. Jedoch kann man nicht immer ausgefeilte Policies wie bei den RHEL-basierten Distributionen erwarten. Die Implementierung für Slackware ist noch in Arbeit. Mit Einführung von Android 4.3 wurde auch offiziell der auf dem Linux-Kernel basierende Android-Kernel um SELinux erweitert. Zuvor haben bereits Hersteller wie HTC und Samsung in ihren Smartphone-Modellen die Kernelerweiterung eingesetzt, um erweiterte Sicherheitsfunktionen zu implementieren.

## Werkzeuge
Neben den offiziellen SELinux-Werkzeugen existieren zahlreiche nützliche Werkzeuge, die das Arbeiten mit SELinux erleichtern.
Setroubleshoot benachrichtigt über ein Task-Symbol über durchgesetzte Beschränkungen von Programmen und stellt auf Anfrage zusätzliche Informationen wie auch mögliche Lösungsvorschläge bereit, um das Problem zu beheben. SLIDE ist eine IDE für die Entwicklung der Richtlinie, die in Form einer Eclipse-Erweiterung veröffentlicht wird. Das Programm apol ist für die Analyse von Richtlinien zuständig.